# Храм архатов
Храм архатов (Лохань сы, 罗汉寺) — основной буддийский храм Чунцина, построенный в 1067 году и располагающийся в историческом центре города на Народной улице (民族路, Миньцзу лу) в районе Юйчжун. Храм размещается на территории 6337 м². и является местным представительством Буддийской ассоциации Китая. Внутри храма находится 524 статуи архатов (кит. алохань, 阿罗汉), выполненные в полный рост.